# BoA
BoA（ボア、本名、權𤣰雅（クォン・ボア） 韓: 권보아、1986年11月5日 - ）は、韓国京畿道出身の歌手、女優。韓国・日本・アメリカを中心に活動している。2000年8月に韓国でデビューし、2001年5月30日に日本デビュー。大文字「A」は韓国名のアルファベット表記の慣習による。カトリック教徒で洗礼名はキアラ。2024年より、NCT WISHのプロデューサーに就任している。
3人兄妹の末っ子であり、長兄はピアニストでソウル総合芸術大学教授も務めるクォン・スンフォン、次兄はミュージックビデオ監督の故・クォン・スンウク（1981 - 2021）。

## 来歴

### 韓国での活動
- 1998年
  - 6月：SMエンタテインメントのオーディションを受ける兄について行ったところ、兄ではなくBoAがスカウトされた。ここから約2年間、歌手デビューに向けてダンスや歌の厳しい練習に加え、世界進出に向けて日本語と英語の特訓も行った。
  - ケント外国人学校中学校を中退したが、2002年に韓国の高校卒業認定試験に合格している。
- 2000年
  - 8月25日：1集「ID; Peace B」でデビュー。
  - 11月24日：M.net 2000 ミュージックビデオフェスティバルにて、「女性新人賞」受賞。
  - 12月10日：公式ファンクラブ「Jumping BoA」第1期結成。
  - 12月13日：KMTV『歌謡大典』にて、「今年の女性新人賞」受賞。
- 2001年
  - 3月5日：1.5集「Don't start now - Jumping into the World」をリリース、韓国・アメリカ・日本などの有名作曲家が参加し、特にピーター・ラフェルソン作曲の「Don't start now」が収録され話題となった。その後日本で発売されたこのアルバムは、『Jumping into the world』というタイトルが加えられている。
- 2002年
  - 4月12日：2集「No.1」をリリース。
  - 4月27日：ゲリラコンサート開催（京畿道安山市）。BoA自身がMCを務め1万2683人を動員。最後に日本語で「Every Heart -ミンナノキモチ-」と「Amazing Kiss」を歌う。
  - 5月7日：4月5日に受験した高校検定試験に合格。合格者平均60.0点のところ、79.9点獲得。
  - 5月28日：FIFA総会歓迎パーティー（ソウル市ヒルトンホテル）出演。
  - 8月1日：SBSi 2002上期ネチズン（インターネット市民）人気大賞・女性ソロ部門受賞。
  - 9月24日：第3回大韓民国映像大典歌手部門「フォトジェニック賞」受賞。
  - 9月30日：2.5集「MIRACLE」をリリース。
  - 10月18日：日韓交流イベント「JAPAN FESTIVAL IN KOREA」（光州文化芸術会館）出演。
  - 10月18日：曲「NO.1」が『FM POP 40』（MBCラジオ）で連続8週1位の新記録を樹立。
  - 11月29日：m.net 2002 ミュージックビデオフェスティバルにて、「最高人気ミュージックビデオ賞」・「ダンス部門最高ミュージックビデオ賞」受賞。
  - 12月6日：第13回ソウル歌謡大賞「大賞」受賞。
  - 12月28日：KMTV『2002 Korea Music Awards』にて、「本賞」・「モバイルミュージック賞」受賞。
  - 12月31日：MBC『10大歌手歌謡祭』にて、「本賞」受賞。
- 2003年
  - 2月9日：ファンミーティング「BoA Story」開催（そのままボイストレーニングとダンスレッスンのため渡米）
  - 2月26日：ソウル市「Hi Seoul」の広報大使に任命され、広報モデルやリポーターとして活躍する[9]。
  - 5月17日：「Fコンサート」（ソウルオリンピックスタジアム）出演。
  - 5月25日:「Hi Seoul フェスティバル」（ソウル市 市庁前広場）出演。
  - 5月30日：3集「Atlantis Princess」をリリース。
  - 12月3日：3.5集、かつベスト・アルバム「SHINE WE ARE」をリリース。
  - 12月11日：ソウル外信記者クラブより、韓国の海外イメージ向上に貢献した者として、外信広報賞の第一回芸能人部門賞をカンタとともに贈られる。
- 2004年
  - 6月11日：4集「My Name」をリリース。
  - 11月16日：「アジアソングフェスティバル」の第1回（オリンピック公園体操アリーナ）に東方神起とともに参加。
  - 12月5日：慶煕大学の平和の殿堂で行われたMnet主催の毎年恒例イベント「Mnet KMミュージックフェスティバル（以下MKMF）」において、この年発売された4集「My Name」が最優秀作品賞を受賞した。このイベントではBoAが単独で「My Name」「Spark」を披露したが、さらにm-floのVERBALも登場し、二人で「the Love Bug」を歌った。
- 2005年
  - 6月24日：5集「Girls On Top」をリリース。
  - 7月9日：ソウルオリンピックスタジアムで行われた「2005 iConcert」に出演し「Girls On Top」「MOTO」を披露した。このステージ後に体調を悪くしたBoAだったが最後まで残り、朝鮮半島統一を願う歌「その日が来たら」を出演者全員で合唱した。
  - 7月29日：ソウルワールドカップ競技場で開催された「ソウルミュージックフェスティバル」に出演。「MOTO」「Girls on Top」「今日君に会えたら」「My Name」「No.1」「VALENTI」「Rock With You」を披露した[10]。
  - 8月17日：5集リメイクアルバム「MOTO」をリリース。
  - 10月6日：釜山国際映画祭でサプライズ公演を行った。
  - 8月11日：釜山市センタムシティのBEXCOで開催された「Melon Concert」に参加。「MOTO」「Girls On Top」などを披露。
  - 11月27日：MKMFにおいて「Girls On Top」が女性ソロ部門で受賞した。
  - 12月6日：ソウル蚕室（チャムシル）室内体育館で開催された「日韓友情年記念コンサート FRIENDS'」に出演。朝鮮語曲は「Girls on Top」「MOTO」、日本語曲では「メリクリ」を披露した。この日のステージは日本から中島美嘉やV6らも出演したほか、司会進行はチャ・テヒョンと笛木優子が務めた。さらに、テレビ番組においてもNHKとMBCで日韓同時放送された。
  - ソウル劇場で、韓国映画『多黙 安重根』試写会に先立ち、安重根義士記念事業会に5,000万ウォン（2005年当時の為替レートで、日本円にして500万円）を寄付し、ソウル特別市の安重根義士記念館で「映画『多黙 安重根』を観て、少しでも愛国心を持ってくれたらと思う」と述べた。
- 2006年
  - 11月13日：映画『愛なんていらない』オリジナル・サウンドトラック発売。主題歌「サンシャイン(Sunshine)」を歌う[11]。
  - 11月26日：MKMFにおいてw-inds.がアジアベストアーティスト賞を受賞した際のプレゼンターを務めた。

- 2007年

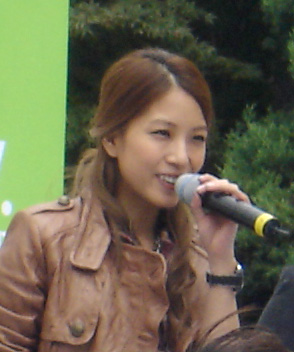
2007年のBoA

  - 2月24日：「韓流エキスポ IN アジア」が開催されていた済州島にある済州国際コンベンションセンターのタムラホールで「MADE IN BoA 2007」を開催した。このステージでは韓國語で「Girls On Top」「My Name」「メリクリ」「Winter Love（この曲のみ日本語）」「悲しみは溢れても」「NO.1」「VALENTI」「Everlasting」の8曲を披露した。
  - 11月18日：韓国文化観光省による「2007今日の若い芸術家賞」大衆芸術部門を受賞し、「2007文化の日文化芸術発展有功者授賞式」に出席した。BoAは、メダルを受け取る際に、倒れたケースのふたに指を挟んで一瞬笑顔を失った。
  - 11月27日：メンバーの一員として参加するAnybandのコンサートに出演、この日のライブではBoAとしても「My Name」「Spark」「Girls On Top」などを披露した。
- 2008年
  - 8月15日：ソウルオリンピックスタジアムで開催された「SMTOWN LIVE'08」に出演し、「空中庭園」「MOTO」「My Name」「Rock With You」を歌った。東方神起の「Tri-Angle」に天上智喜The Grace・SUPER JUNIORと共に歌った（元々BoAは、この楽曲にワンフレーズだけではあるが、レコーディングに参加している）ほか、Anybandとしても出演した。9月中旬の上海公演（中国）にも参加する予定であったが、後述する骨折により急遽不参加となった[12]。
  - 9月10日：ソウル市内で記者会見を行い、全米デビューならびにデビュー曲「Eat You Up」を発表。10月にiTunesなどで全米デビュー曲のデジタル配信、11月に全米でCD発売、翌年にアルバムや全米ツアーを計画していることが発表された。この前日にBoAが事務所で記者会見の打ち合わせをしていた途中、階段を踏み外して左手の骨折ならびに足を強打し全治6週間のケガをし、ギプス姿で会見場に現れた[13]。本件は日本国内メディアにおいても大きく報じられた。
  - 12月29日：スペシャルゲストとしてSBS『歌謡大典』に出演し、アメリカデビューアルバムから「Eat you up」と「Look who's talking」を披露した。同番組に出演するのは、5集アルバム「Girls On Top」以来3年ぶりのことである。
- 2010年
  - 8月5日：6集アルバム「Hurricane Venus 」を発売し、2005年に発売された5集アルバム「Girls On Top」以来5年ぶりに韓国歌謡界に復帰。
  - 9月27日：6集リパッケージ版が発売され、タイトルが「Copy&Paste」に変更された。この6集リパッケージ版アルバムは、前述の「Hurricane Venus」収録曲のほか、新曲として「Copy&Paste」と「I'm OK」が追加収録されている。
- 2012年
  - 8月5日：7集アルバム「Only One」を発売[14]。
- 2013年
  - 1月26日と27日にソウル市オリンピック公園内のオリンピックホールで、「BoA Special Live 2013~Here I Am~」を開催。2000年のデビュー以来、日本国内で幾度も単独公演を開催しているが、韓国国内で単独公演を行ったことは一度も無く、これが自身初の母国・韓国国内における単独公演となった[注釈 1]。
  - 1月28日：配信限定曲「Disturbance」を公開。MVでは、SHINeeのテミンと共演。
  - 7月31日：「2013 光州ビエンナーレ」ロゴソング「Action」を公開。
- 2015年
  - 5月12日：8集アルバム「Kiss My Lips」を発売。ダブルタイトル曲「Kiss My Lips」と「Who Are You」で活動開始。
- 2017年
  - 6月26日：デジタルシングル『CAMO』を発売。
- 2018年
  - 1月31日：デジタルシングル『NEGA DOLA』を発売。
  - 2月20日：1stミニアルバム『ONE SHOT,TWO SHOT』を発売。
  - 10月24日：9集フルアルバム『WOMAN』を発売。
- 2019年
  - 6月4日：デジタルシングル『Feedback』を発売。
  - 12月11日：2ndミニアルバム『Starry Night』を発売。
- 2020年
  - 8月25日：デビュー20周年。
  - 12月1日：10集フルアルバム『BETTER』を発売。
- 2021年
  - 12月27日：10年ぶりに発売されたSMTOWNウィンターアルバム『2021 Winter SMTOWN : SMCU EXPRESS』に参加[15]。
- 2022年
  - 1月3日：SMエンタテインメントのプロジェクト『Girls On Top』の第1弾ガールズグループ『GOT the beat』のメンバーとして再デビュー。シングル『Step Back』をリリース。
  - 12月26日：SMTOWNアルバム『2022 Winter SMTOWN : SMCU PALACE』に参加[16]。
- 2025年
  - 2月14日：SMエンタテインメント創立30周年と同時に発売されたSMTOWNアルバム『2025 SMTOWN : THE CULTURE, THE FUTURE』に参加。ジョンヒョンの「End Of A Day」及びタイトル曲「Thank You」を歌唱した[17]。

### 日本での活動
- 2001年
  - 3月7日：単独ショーケース・ライブをヴェルファーレで開催し、多数の報道陣が訪れた。このステージでは「ID; Peace B（日本語）/SARA（朝鮮語）/Don't start now（英語）」を披露した。パフォーマンス後に行われた記者からの取材では、日本人記者に日本語で、英語圏の記者に英語で受け答えをした。
  - 5月：キリンビバレッジ『午後の紅茶「b」』ベビーリーフ篇出演。
  - 5月30日：韓国でデビューアルバムのタイトル曲を日本語版にした「ID; Peace B」でJ-POP歌手としてデビュー[3]。
  - 8月5日：Summer Breezeスーパーライブ 参加（（島根）YASUGI SEASIDE SPACE 野外特設ステージ）
  - 9月1日：Girls Girls Girls MUSIC EXPO INASAYAMA 参加（長崎市稲佐山公園 野外ステージ）
  - 12月19日：avex企画で倖田來未と共に、米国テロ追悼チャリティーシングル「the meaning of peace」リリース。
- 2002年
  - 1月17日：4thシングル「LISTEN TO MY HEART」をリリースし、この曲で問い合わせが殺到し、BoAの名が日本に浸透し始めた。
  - 3月13日：1stアルバム「LISTEN TO MY HEART」をリリース。自身初の1位を獲得し、ミリオンヒットを記録した。
  - 4月22日：アースデー世界中継コンサート「cosmo EARTH CONSCIOUS ACT We Love Music, We Love the Earth」出演。
  - 5月25日：「NEW YORK-TOKYO ミュージックフェスティバル」出演。
  - 7月20日：「GTF SUPER LIVE」（さいたまスーパーアリーナ）出演。LISTEN TO MY HEART、VALENTIなど5曲を披露。
  - 夏のイベント「a+nation avex SUMMER FESTA 2002」の全公演に出演。
  - 9月10日：WESTLIFEと「Flying Without Wings」デュエット録音。
  - 9月14日：「GO!GO! avex POP NIGHT in Panasonic Center」出演。「奇跡」を披露。
  - 11月17日：幕張メッセで開催された「JAPAN-KOREA市民交流フェスティバル2002 日韓交流ドリームライブ」に出演。
    - NHK-BS2で『出会いは時を超えて 「日韓交流ドリームライブ」』として生放送。

  - 12月5日：『FNS歌謡祭』にて、「人気歌手賞」受賞。
  - 12月13日：日本有線大賞「本賞」受賞。
  - 12月25日：「FM FESTIVAL '02 RADIO UNITED DREAM COLLABORATION」（日本武道館）出演。
  - 12月31日：「LISTEN TO MY HEART」で第44回日本レコード大賞「金賞」受賞。『第53回NHK紅白歌合戦』で紅組の2番目の歌い手として「VALENTI」で初出場。
- 2003年
  - 1月29日：2ndアルバム「VALENTI」をリリース。初動60万枚を記録し、1位を獲得。ミリオンセラーを記録した。
  - 2月26日：PALM DRIVEシングル「HOLIDAY」に参加。
  - 3月12日：第17回日本ゴールドディスク大賞「本賞（ロック・アンド・ポップ・アルバム・オブ・ザ・イヤー 邦楽：LISTEN TO MY HEART、VALENTI）」受賞。この模様はNHK-BS2で生放送された。
  - 3月27日から4月6日にかけて、初めての単独ライブツアー（後述）開催。
  - 4月1日にBoAオフィシャルファンクラブ「SOUL」が発足。
  - 6月7日：小泉純一郎首相主催・盧武鉉韓国大統領夫妻歓迎晩餐会（外務省飯倉公館）に出席し、2曲披露。
  - 前年に引き続き、夏のイベント「a-nation'03」の全公演に出演。ヒット曲「VALENTI」など数曲を熱唱した。一部公演で韓国の歌番組の撮影用として、朝鮮語の楽曲「Milky Way」を披露した。
  - 12月15日：フォトブック「Naturelle」（ワニブックス）発売。12月21日：発売記念握手会（東京都中央区・福家書店銀座店）開催。
  - 12月31日：「DOUBLE」で第45回日本レコード大賞「金賞」受賞『第54回NHK紅白歌合戦』で、在日コリアンを除く純外国籍の歌手としては、初めてトップバッターを務めた。「DOUBLE」で2度目の出場。
- 2004年
  - 1月12日：渋谷109特設会場でサプライズライブを決行し、「Rock With You」と「VALENTI」を歌った。駅周辺の巨大ビジョンに一斉に生中継した。
  - 1月15日：3rdアルバム「LOVE & HONESTY」をリリース。
  - 初のアリーナツアー（ライブツアー自体は2回目）を開催。3月末の埼玉を皮切りに、名古屋、福岡・大阪・横浜の順に公演を行った。
  - 前年に引き続き「a-nation'04」に出演し、「Rock With You」「VALENTI」「QUINCY」などを披露した。前年のように全公演ではなく、名古屋公演と東京公演初日のみの出演となり、2005年以降の「a-nation」にも全ての公演に出演しなくなった。
  - 12月1日：自身初のクリスマスソング「メリクリ」をリリース。
  - 12月31日：「QUINCY」で第46回日本レコード大賞「金賞」受賞この年も『第55回NHK紅白歌合戦』に出場し「QUINCY」を歌った。
    - 2004年はライブツアー終了後、韓国での活動に重点を置いていたため、日本での活動は少なくなっていた。
- 2005年
  - 2月2日：初のベストアルバム「BEST OF SOUL」をリリース。3回目となるミリオンセラーを記録。
  - 3月30日：16thシングル「DO THE MOTION」をリリース、オリコンシングルチャート1位を獲得。日本人以外のアジア出身歌手の1位は、欧陽菲菲の『ラブ・イズ・オーヴァー』以来21年4か月ぶり。
  - 4月に2回目のアリーナツアーを開催。福岡・東京・大阪・名古屋の順に公演を行った。初日の福岡公演で足を負傷したが、BoA本人の強い意志によりそのまま続行し、初日を含め全ての公演が予定通り行われた。
  - 8月に開催された「a-nation'05」の東京公演と神戸公演に出演し、「Rock With You」「DO THE MOTION」「make a secret」「QUINCY」「VALENTI」の計5曲を披露した。
  - 12月31日：『第56回NHK紅白歌合戦』に出場し「抱きしめる」を歌った。
- 2006年
  - 2月15日：4thアルバム「OUTGROW」をリリース。
  - 3月6日：SHIBUYA-AXで、完全招待制の「BoA OUTGROW Special Live 2006」をテレビ朝日主催で開催。
  - 4月15日：日本武道館で開催されたMnetJapan開局記念ライブにスペシャルゲスト（サプライズ）として出演し、「OUTGROW〜Ready Butterfly〜」「DO THE MOTION」「Everlasting（朝鮮語版）」を歌い、今までに無いレゲエ風ヘアスタイルで登場した。
  - 7月15日：「ap bank fes'06」に出演し桜井和寿とのコラボレーションで「cosmic eyes」を歌った。
  - 8月5日：映画『森のリトル・ギャング』の公開初日に舞台挨拶をした。この映画では「KEY OF HEART」が日本語版の主題歌となっており、BoA自身がヘザー役で声優に初挑戦した。朝鮮語版の同映画にも同じくヘザー役でBoAが声優として出演している。
  - 8月16日：2006神宮外苑花火大会（国立競技場）に出演し「VALENTI」「Shine We Are!」「Everlasting」「KEY OF HEART」「七色の明日〜Brand New Beat〜」「QUINCY」の計6曲を披露した。この際BoAはダンスの練習のしすぎから足を負傷しており、まともに歩ける状態ではなかったが、公演直前に医師による応急処置やBoA本人の強い意志により、見事にやり遂げた（公演後の診断で右足親指の種子骨炎と判明）。この模様は、同年11月に『情熱大陸』で放送された。
  - 「a-nation'06」の神戸および東京公演（それぞれ2日目）に出演した。披露した楽曲は前述の神宮外苑花火大会の時と同じ。
  - 9月29日から約1か月間「BoA THE LIVE 2006」を開催し、自身の20歳の誕生日に「BoA THE LIVE 20th Birthday」を開催した。
  - 12月31日：「Winter Love」で第48回日本レコード大賞「金賞」受賞『第57回NHK紅白歌合戦』に5年連続で出場し「七色の明日〜Brand new beat〜」を歌った。
- 2007年
  - 1月17日：5thアルバム「MADE IN TWENTY (20)」をリリース。
  - 3月31日から横浜を皮切りに、福岡・大阪・名古屋で2年ぶりの全国アリーナツアーを開催した。ちなみに、横浜アリーナにおける公演は3年ぶりのことである。
  - 6月6日：ORICONブログにおいて、『BoAブログ』がスタート。
  - 夏、BoAオリジナルモデルアイウェア（メガネ）が発売された。
  - 12月に東京国際フォーラム・ホールAにおいてクリスマスライブとして「BoA THE LIVE“Xmas”」を2日間開催。
  - 12月31日：「LOVE LETTER」で第49回日本レコード大賞「金賞」受賞『第58回NHK紅白歌合戦』に6年連続出場。ウインター・バラード・スペシャル （「LOVE LETTER」「メリクリ」）を披露した。
- 2008年
  - 2月27日：6thアルバム「THE FACE」をリリース。初登場1位を獲得し、デビューアルバム「LISTEN TO MY HEART」からオリジナルアルバム6作連続首位となり、歴代単独2位となった。
  - 5月上旬から6月下旬まで全国ライブツアーが開催された。従来のアリーナツアーとは異なって、全公演ホールクラスとなり、BoA自身最多の公演回数となった。
  - 6月4日：27thシングル「Vivid」をリリース。「Kissing you」は初めてとなる日本の連続テレビドラマ主題歌に起用された。
- 2009年
  - 3月10日：国立代々木競技場第一体育館で開催されたDREAMS COME TRUEのカバースペシャルライブ「みんなでドリする? DO YOU DREAMS COME TRUE?」に出演し「笑顔の行方」と「LOVE LOVE LOVE」をカバーした。
  - 3月18日：2ndベストアルバムと全米デビューアルバムがセットになった「BEST & USA」をリリース。
  - 4月4日：幕張メッセで開催された「Springroove 09」に参加。日本のヒット曲とアメリカのデビューアルバムの曲を披露した。
  - 5月30日：さいたまスーパーアリーナで開催された「MTV Video Music Awards2009」特別公演に参加。
  - 8月14日：国立代々木競技場第一体育館で開かれた「J-WAVE LIVE 2000+9」に初めて出演し、「Eat You Up」「Energetic」「永遠」「make a Secret」と、スペシャルメドレーとして「I did it for love」「QUINCY」を披露した。
  - 8月22日と23日に味の素スタジアムで開催された「a-nation'09」東京公演に出演した。披露した楽曲は前項の「J-WAVE LIVE 2000+9」の時と同じである。BoAは2007年と2008年の「a-nation」は出演していなかったので、3年ぶりのことである。
  - 9月26日：幕張メッセで開催された東京ゲームショウにサプライズ出演し、ショートカットに変わった姿が話題となった[18]。
  - 12月、2年ぶりにクリスマスライブ「BoA THE LIVE 2009“X'mas”」が東京国際フォーラム・ホールA（2日間）と大阪国際会議場メインホールで開催。
- 2010年
  - 2月10日：7thアルバム「IDENTITY」をリリース。
  - 2月から4月までの約2か月間、およそ2年ぶりとなるライブツアーを開催した。
  - 12月20日と21日に2年連続でクリスマスライブ「BoA THE LIVE 2010“X'mas”」を東京国際フォーラム・ホールAで開催。
- 2011年
  - 1月25日と26日に、国立代々木競技場第一体育館において開催された「SMTOWN LIVE in TOKYO」に他のSMエンタテインメント所属アーティストと共に出演。このステージにおいて、BoAは「Hurricane Venus」など日本国内においても朝鮮語の楽曲を披露した。
  - 3月17日：所属事務所であるSMエンタテインメントが東日本大震災の復興支援のため日本赤十字社を通じて10億ウォン（約7200万円）を寄付した。SMエンタテインメントは「所属芸能人一同は日本の各地で被害を受けたすべての方々に深い慰労の意を表します。一日も早く困難な状況から復興されることを祈ります。日本の国民の皆様や日本に滞在する韓国の方々が、勇気と希望を失わないよう、心をひとつにし応援しています。」とコメント。
  - 8月11日：SUMMER SONICに出演(東京会場のみ)
  - 2年ぶりにa-nationに出演。BoAの出演は8月21日の大阪公演（長居スタジアム）と8月28日の東京公演（味の素スタジアム）のみであり、楽曲は「BUMP!BUMP!」「QUINCY」「メドレー（ID:Peace B・Amazing Kiss・Shine We Are!）」「WOO WEEKEND」「VALENTI~BEST&USA Version~」を披露した。
  - 9月2日から9月4日まで、1月に行われた「SMTOWN LIVE in TOKYO」における事実上の追加公演として「SMTOWN LIVE in TOKYO SPECIAL EDITION」を東京ドームで開催。これがBoAにとって事実上初のドーム公演となった。当初は9月3日・4日の二日間のみ設定されていたが、のちに9月2日にも公演日が追加された。本来は4月9日と4月10日に予定されていたが、東日本大震災の影響でこの日程に延期されていた。
  - 12月7日：初めてのDVDシングル「Milestone」をリリース。前作から約1年4か月ぶりのリリースとなった。
  - 12月10日と11日に、3年連続4回目となるクリスマスライブを開催。会場は例年通り東京国際フォーラム・ホールA。
- 2012年
  - 8月4日と8月5日の二日間にわたり、前年に引き続き東京ドームで開催された「SMTOWN LIVE WORLD TOUR III in TOKYO」に韓国のSMエンタテインメント所属歌手らと共に2年連続で出演。このステージでBoAは日本語楽曲「LOSE YOUR MIND」と朝鮮語の楽曲である「Hurricane Venus」ならびに韓国国内で発売されたばかりの7集アルバムの中から「Only One」「The Shadow」を披露した。後にこの模様は、DVD及び映画化されている。これが、BoAにとって2012年の日本国内における唯一の活動である。
- 2013年
  - 2月27日：33rdシングル「Only One」をリリース。前作から約1年2ヶ月ぶりのリリース。
  - 6月26日：34thシングル「Tail of Hope」をリリース。「Tail of Hope」は昼ドラ主題歌であり、ドラマ主題歌を歌うのは5年ぶり。
  - 6月29日：ファンクラブイベント「SOUL 10th Anniversary Event」を品川ステラボールで開催。
  - 7月31日と8月1日に、クインシー・ジョーンズ来日公演に参加。
  - 10月26日と10月27日に、東京ドームで開催される韓国のSMエンタテインメント所属歌手らと共に「SMTOWN LIVE WORLD TOUR III in TOKYO SPECIAL EDITION」に3年連続で出演。
- 2014年
  - 8月20日：「a-nation island powered by inゼリー 〜VERBAL Presents OTO_MATSURI 2014 × m-flo TOUR “FUTURE IS WOW” Special Final〜」に出演。
  - 9月3日：8thアルバム「WHO'S BACK?」を発売。
  - 9月に4年半ぶりとなるライブツアー「BoA LIVE TOUR 2014 〜WHO'S BACK?〜」を開催。
- 2017年
  - 5 - 6月、2011年以来約5年半ぶりの復活となる「BoA THE LIVE」を、東京と大阪の『Billboard Live』で開催（6日間12公演）[19]。
- 2018年
  - 3 - 4月、「BoA THE LIVE 2018 ～Unchained～」をZeppツアー（4会場6公演）と福岡国際会議場 メインホールで開催。公演チケットはミニアルバム「Unchained」CDが付属[20]。
  - 12月20と21日に7年ぶりとなるBoAのクリスマスライブ「BoA THE LIVE 2018 "X'mas"」を舞浜アンフィシアターで開催。当公演にて新曲である「AMOR」を初披露。
- 2019年
  - 4月3日：40thシングル「スキだよ -MY LOVE-/AMOR」をリリース。
  - 9 - 10月、「BoA LIVE TOUR 2019 - #mood-」（6か所7公演）を開催。公演にて新曲「Wising Well」を披露。
  - 10月23日：「BoA LIVE TOUR 2019 - #mood-」で披露した新曲「Wising Well」を日本限定配信。

- 2021年
  - 12月 「BoA 20th Anniversary FILM LIVE」を開催。

- 2022年
  - 2月12日 - 3月13日 「BoA 20th Anniversary FILM LIVE ～BoA TOUR EDITION～」5都市10公演開催。
  - 5月29日 「BoA 20th Anniversary Special Live -The Greatest-」を国立代々木競技場第一体育館（東京）で開催。同所における単独公演は17年ぶりとなる。
- 2025年
  - 7月15日、9月から11月にかけ開催が予定されていた6年ぶりとなる日本ツアー「BoA LIVE TOUR 2025(仮)」[注釈 2]が全公演中止となることが発表された[21][22]。膝の痛みが悪化したため医療機関にて受診したところ、手術が必要であり、激しいダンスを控えなければならないほどの「骨壊死」と診断されたため。8月9日・10日に東京ドームで開催される「SMTOWN LIVE 2025 in TOKYO」についても出演しないことが決定した。

### アメリカ合衆国での活動
- 2008年
  - 10月21日（現地時間）に全米デビューシングル「Eat You Up」をiTunes Storeなどでデジタルシングルとしてリリース[23]。
- 2009年
  - 3月、娯楽業界紙「ハリウッド・リポーター」にて、アジアの娯楽産業の未来を担う20人「ネクスト・ジェネレーション・アジア」の1人に選出[24]。
  - 3月17日に全米デビューアルバム『BoA』をリリース。Billboard 200で127位にチャートイン[25]。この他、Top Heatseekersチャート3位[26]、Top Independent Albumsチャート16位[27]、Top Electronic Albumsチャート5位[28] を記録。
  - 2010年代以降、アメリカ国内において新曲発表など目立った音楽活動は行っていないが、アメリカ国内でライブイベント・メディアなどには単発的に出演し、日本や韓国においてもアメリカ向け英語楽曲を披露している。

### 来歴補足とその他諸国での活動
- 2001年、日本デビューに先駆けて「ID; Peace B」の英語バージョンがアメリカ国内で発売された。
- 2002年11月23日、「SM Entertainment Live in China」（中国杭州市：浙江省杭州体育センター）出演。
- 2003年
  - 2月23日、：アメリカニューヨークで開催された第45回グラミー賞授賞式に出席。
  - 4月、アメリカロサンゼルスで行われた韓国人移民100周年記念「韓人音楽大祝祭」に出演し、同月に首都ワシントンD.C.で開催された「KOREAN-AMERICAN PEACE FESTIVAL」にも出演した。
  - 5月、アメリカの公営放送PBS「Korea：Hub of Asia」に出演し、英語でインタビューを受けた。
  - 9月29日：アメリカニューヨークで行われた「韓国移民100周年ニューヨーク韓人大祝祭」に出演。
- 2004年
  - 2月14日、シンガポールで開催されたアジア最大級の音楽祭典「MTV Asia Awards」に異例の“日韓代表”として出演し、アジアに最も影響を与えた歌手に贈られる“Most Influencial Asian Artist”（アジアに最も影響を与えたアーティスト）と、韓国で最も人気のある歌手に与えられる“Favorite Artist Korea”を受賞した。この日の舞台で「Rock With You」を朝鮮語と日本語で交互に歌い、スピーチでは英語も披露した。
  - この年、台湾で開催された金曲祭に招待され、「No.1」「VALENTI」を披露した。2005年も招待されたため「My Name」と「Spark」を披露する予定だったが、直前になって不参加となった[29]。
  - 9月、歴史映画『多黙 安重根』の試写会に出席して、安重根記念事業会に5千万ウォンの寄付をし、政府長官より感謝状と名誉会員証を授与された[30][31]。「映画を観て少しでも愛国心を持ってくれたらと思う（私たちの愛国心が少しでも鼓吹されたらと思う）」と語った[32][33]。
  - 10月31日：ソウルオリンピックスタジアムで開催される予定だったチャリティーライブ「2004 Live FA-ST」が開演直前になって中止になるという事態が発生した。このライブは韓国の有名歌手が多数出演する予定だったが、この突然の中止を受け会場は修羅場と化したという[34]。
- 2005年5月26日、写真週刊誌「フライデー」がスタイリストであるMとのキスシーンのデート現場をスクープされるも、所属事務所側とBoA本人は交際を完全否定していた。
- この年、インタビューにおいて、北朝鮮の首都・平壌で公演してみたいと答えた[35]。
- 2005年は日本と韓国を50回以上往復したことを、同年末の『ミュージックステーションスーパーライブ』で語り、日帰りすることもあった。2006年11月26日に放送された『情熱大陸』では、パスポートを1年間に6冊も更新するほど頻繁に国内外を行き来する多忙ぶりが垣間見えた。
- 2007年
  - 4月2日、朝鮮日報で日本でのアリーナツアーが報じられ、2年ぶりに6集アルバム制作に取り掛かるとされた[36]。しかし、2005年6月発表の5集「Girls On Top」以来、韓国のオリジナルアルバムは発売されず、一貫して日本での活動（2008年後半からはアメリカにおいても）に重点を置いていたが、韓国国内デビュー10周年を迎える2010年にも5年ぶりに韓国国内アルバムを発売するとの報道がなされた[37]。記事によると、BoAがデビューしてからちょうど10年にあたる2010年8月25日に発売される見通しであるとされていた。
    - 前述したが2010年8月5日に6集アルバム「Hurricane Venus」を引っ提げ、実に5年ぶりに韓国歌謡界に復帰することが発表された。

  - 5月、ロサンゼルスのハリウッド・ボウルで開催された「5th Annual Korean Music Festival 2007」に参加し、「MOTO」「Girls on top」「No.1」「VALENTI」を披露した。
- 2007年6月、韓国のBoA本人のミニホームページがハッキングされ、「私的写真ばらす」と脅迫した大学生が逮捕された[38]。
- 2008年初頭、韓国国内の複数のメディアで、タイやオーストラリアなどで英語アルバムのレコーディングを行っており、同じく韓国人歌手のSE7ENとほぼ同時期に全米デビューする見通しであることが報じられた[39]。中央日報は「多数の韓国歌手が米国市場進出を宣言している。最初だけ騒いで結果が伴わないケースが多いが、BoAの場合は確実に進めていこうという考えから、米国進出については公にしてこなかった」と報じている[40]。
  - 後に同年8月、所属事務所のアメリカ現地法人「SM USA」が設立され、間もなくBoAがアメリカ進出を公式宣言すると報じられた。そして、9月10日にソウル市内で記者会見が行われ、所属事務所であるSMエンタテインメントのイ・スマン理事も同席して全米デビューすることなどが正式に発表された。3年前からアメリカ進出計画を極秘で進めていたことを明かした。
- 2009年5月9日、ソウル市内の教会で実兄の結婚式に出席するため、活動先のアメリカから急遽一時帰国した[41]。
- 2010年5月30日、上海万博における韓国週間の最終日イベント「コリアンミュージックフェスティバル」が上海万博文化センター（現名称：メルセデス・ベンツ文化センター）で開催され、同じ事務所に所属するカンタやSUPER JUNIORらと共に出演。この日のステージにおいてBoAは「Eat You Up」「Energetic」「Look who's talking」を披露した。
- 2010年、韓国ドラマ「ATHENAーアテナー」第7、8話に本人役で出演している。
- その他、韓国を中心とした東アジア諸国でテレビ出演や音楽祭への参加などを幾度も行っている。

## 音楽性
主なジャンルはヒップホップ、R&B、ダンスポップである。通常のピンク、アヴリル・ラヴィーンの曲を聴きながらロックのジャンルの音楽をしてみたいと語った。日本ではバラード曲である。
圧倒的な歌唱力・ダンスパフォーマンス、親しみやすさが同世代に支持を受け、当時絶大な人気があった女性アーティスト（安室奈美恵、宇多田ヒカル、浜崎あゆみ等）と比較された。
現在のK-POPブームの火付け役と言われる事もある。

## 出演

### バラエティ番組
- BoA Beat It BoA's World（JFN）：2007年3月終了
- AX MUSIC FILE （日本テレビ）司会：2002年9月レギュラー終了

### ドラマ
- 今週、妻が浮気します（JTBC、2016年10月28日 - 12月3日） - クォン・ボヨン役
- 私の夫と結婚して（tvN、2024年1月1日 - 2月20日）-オ・ユラ役

### ラジオ
- TRY HAPPY!RADIO（ニッポン放送）：2003年9月レギュラー終了、番組自体は2004年3月終了

### オーディション番組
- PRODUCE 101 season2（Mnet）：2017年4月 - 6月
- VOICE KOREA 2020（Mnet）：2020年5月 -
- NCT Universe: LASTART（日本テレビ）：2023年7月26日 - 9月7日

吹き替え
- 森のリトル・ギャング：2006年、(ヘザー役)

## 受賞歴
| 年     | 受賞歴 |
| ------ | --- |
| 2000年 | - 2000 Mnet KM Music Video Festival 女性新人賞 - 2000 KMTV 歌謡大典 今年の女性新人賞 |
| 2002年 | - SBSi 2002上半期ネチズン人気対象"女子ソロ部門 - 第3回大韓民国映像大典 歌手部門フォトジェニック賞 - 2002 Mnet KM Music Video Festival 最高人気ミュージックビデオ賞 - FNS歌謡界 人気歌手賞 - 第13回ソウル歌謡大賞、大賞、本賞 - 日本有線大賞 本賞 - 2002 KMTV Korea Music Awards 本賞、モバイルミュージック賞 - SBS歌謡大典 大賞、本賞 - 日本レコード大賞 金賞 - MBC10代歌手歌謡界 10代歌手賞 |
| 2003年 | - 日本ゴールデンディスク大賞 本賞 - 第30回韓国放送大賞 歌手賞 - 韓国芸能芸術大賞 新世代歌手賞 - 2003 KMTV Korea Music Awards 今年の歌手賞 - SBS歌謡大典 本賞 - 日本レコード大賞 金賞 - MBC 10代歌手歌謡祭 本賞 |
| 2004年 | - MTVアジアアワード(MAA) 人気歌手賞、アジアの影響力のある歌手賞 - 日本ゴールドディスク 本賞/ビデオDVD部門 - 2004 Mnet KM Music Video Festival 最優秀作品賞 - SBS歌謡大典 本賞、最高人気賞 - 日本レコード大賞 金賞 - MBC 10代歌手歌謡祭 本賞 |
| 2005年 | - 日本レコード大賞 金賞 - 2002 Mnet KM Music Video Festival 最高人気ミュージックビデオ賞 - SBS歌謡大典 本賞 |
| 2006年 | - 日本ゴールデンディスク 本賞 - 日本レコード大賞 金賞 |
| 2007年 | - 第14回大韓民国の芸能芸術賞海外人気賞 - 2007文化芸術の発展有功者授賞式"若い芸術家賞 - 日本ベストヒット歌謡祭 ゴールドアーティスト賞 - 日本レコード大賞 金賞 |
| 2008年 | - 第15回大韓民国芸能芸術賞 海外人気賞 |
| 2010年 | - 第1回ビルボードジャパン・ミュージック・アワード2009"米ビルボード誌の特別賞 - Mnet Asian Music Awards 最優秀女性歌手賞 - 第25回ゴールデンディスクアワード 本賞 |
| 2012年 | - SBS芸能大賞 特別賞 |
| 2013年 | - 第6回コリアドラマアワード 女性新人賞 - KBS演技大賞 特集ドラマ部門女子連作短幕劇賞 |
| 2016年 | - 第25回ソウル歌謡大賞 最高のアルバム賞 - 第7回大韓民国大衆文化芸術賞 大統領表彰 |
| 2020年 | - Mnet Asian Music Awards Inspired Achievement - 第1回世界文化産業フォーラム(WCIF)・アワーズ受賞 - NEWSIS K-EXPO 韓流文化大賞の文化体育観光部長官賞受賞 |